# Bayerische Kammerphilharmonie
Die Bayerische Kammerphilharmonie ist ein 1990 gegründetes Orchester aus Augsburg, das sich der Interpretation klassischer und zeitgenössischer Musik widmet.
Das Orchester wurde bereits ein Jahr nach seiner Gründung für das Einweihungskonzert des „Joods Historish Museum“ mit Werken jüdischer Komponisten aus Theresienstadt eingeladen. 1992 folgte die Teilnahme an den Eröffnungskonzerten der restaurierten Kolonialtheater in Brasilien. Die Musiker wurden auch für das alljährlich in Südfrankreich stattfindende Musikfestival „L‘été musical dans la vallée du Lot“ engagiert.
Das Ensemble gibt Konzerte im In- und Ausland und war Gast auf internationalen Festivals in Frankreich, Schweiz (Montreux), Zypern, Polen und Tschechien. Es spielte mit Solisten und Dirigenten wie Reinhard Goebel, Dietrich Fischer-Dieskau, Mischa Maisky, Mario Venzago, David Geringas, Michel Plasson, Julia Varady, Mstislaw Rostropowitsch, Dave Brubeck, Chick Corea, arbeitete aber auch mit Persönlichkeiten wie Walter Jens und Norbert Blüm zusammen.
CD-Aufnahmen entstanden bei den Labels EMI, Deutsche Grammophon, OehmsClassics und Arte Nova, viele davon in Zusammenarbeit mit dem Bayerischen Rundfunk. Im Jahr 1996 erhielt das Ensemble zwei wichtige europäische Auszeichnungen: den Förderpreis der europäischen Wirtschaft und den Kulturpreis der Europäischen Regionen. Die CD mit Hartmann/Mozart mit Karl Amadeus Hartmanns Violinkonzert wurde von BBC3 zur besten Aufnahme dieses Werkes weltweit gewählt. Im Sommer 2007 wurde die gerade fertiggestellte CD-Aufnahme bei dem Label Sony BMG mit Arien aus „Armida“-Opern und der Sopranistin Annette Dasch bei den Salzburger Festspielen vorgestellt. Die CD mit Reinhard Goebel, die in Koproduktion mit dem Kulturbüro der Stadt Augsburg entstand, „Mozart in Paris“, wurde im Februar 2008 mit dem französischen Schallplattenpreis Diapason d’or ausgezeichnet.
Im November 2020 nahm der Deutsche Kulturrat die Bayerische Kammerphilharmonie in Die Rote Liste 2.0 auf und stufte sie bedingt durch die von der COVID-19-Pandemie verursachten Einschränkungen und Konzertausfällen sowie den damit einhergehenden finanziellen Einbußen als gefährdet ein.